# Andreas Daniel Onea

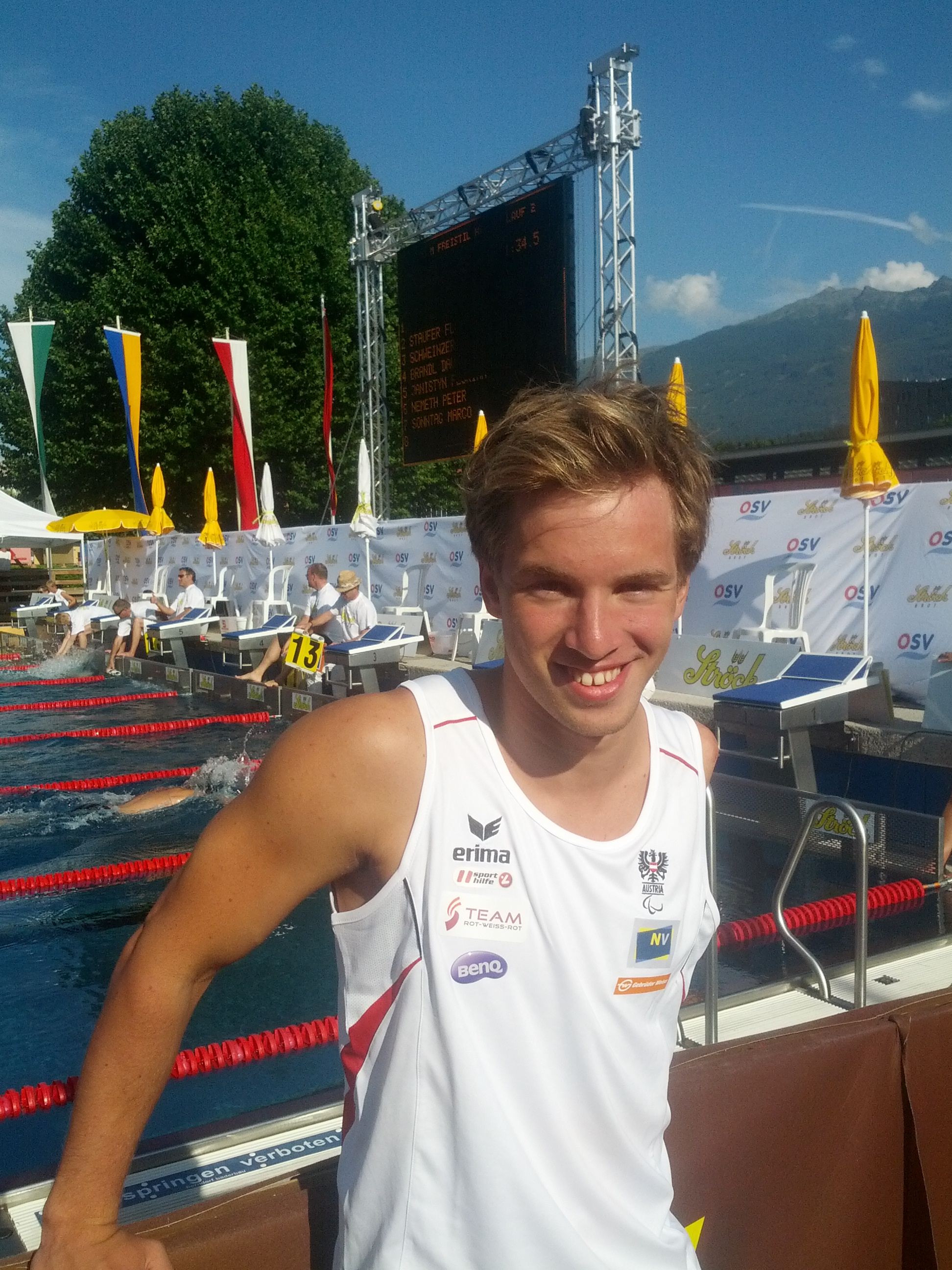
Andreas Onea, 2012 in Innsbruck

Andreas Daniel Onea (* 9. Juli 1992 in Zwettl) ist ein österreichischer Schwimmer im Behindertensport und Fernsehmoderator rumänischer Herkunft. Er gewann acht Bronze- und drei Silbermedaillen bei Welt- und Europameisterschaften. Bei seiner dritten Paralympics-Teilnahme in Rio de Janeiro 2016 gewann er Bronze über 100 m Brust. Mit zwölf Medaillen bei Großereignissen zählt er zu Österreichs erfolgreichsten Para-Schwimmern. 2008 hielt er den Weltrekord über 50 m Brust auf der Kurzbahn. 2012 gewann er bei den Staatsmeisterschaften der Nichtbehinderten des Österreichischen Schwimmverbandes das B-Finale über 200 m Brust.

## Leben
Am 3. Mai 1998 hatte Onea mit seiner Familie einen schweren Autounfall, bei dem ihm der linke Arm amputiert wurde. Im Sommer 1999 begann er während der Rehabilitation am RZ Weißer Hof in Klosterneuburg mit dem Schwimmen als Therapie. Seitdem schwimmt er für den BSV Weißer Hof.
2010 legte er die Matura (Reifeprüfung) am BRG Linzer Straße in Wien, ab. 2020 schließt er einen MBA an der Hochschule Burgenland ab.
Seit Oktober 2012 präsentiert Andreas Onea das Behindertensport-Magazin Ohne Grenzen in ORF SPORT + alternierend mit Miriam Labus. In der Weihnachtszeit ist er auch für Sendungen im Rahmen der Aktion Licht ins Dunkel im ORF im Einsatz. Seit September 2019 präsentiert er zudem die Sendung Sport aktuell in ORF 2.
Onea ist aktiver Sportler des Heeressportzentrums des Österreichischen Bundesheers. Seit November 2020 moderiert er den Podcast "SportRapport" des Österreichischen Bundesheers.
Er sitzt im Vorstand von Light for the World International.
Im Mai 2022 heiratete er seine Freundin Raisa in Brunn am Gebirge. 2023 wurden sie Eltern eines Sohnes. 2025 kam ihr zweiter Sohn zur Welt.

## Sportkarriere
Nachdem Onea mit dem Schwimmsport zu Therapiezwecken anfing, startete er ab dem Alter von 9 Jahren bei mehreren kleinen nationalen Wettkämpfen. Mit 12 Jahren wurde er zum ersten Mal Staatsmeister über 100 m Brust. 2005 startete er zum ersten Mal bei den Internationalen Deutschen Meisterschaften in Berlin.
2007 gewann er über 50 m Brust das Jugendfinale bei den Internationalen Deutschen Meisterschaften. Im Alter von 16 Jahren nahm er als jüngster österreichischer Athlet im Aufgebot an den Paralympics 2008 in Peking teil, bei denen er den 6. Platz in der Klasse SB8 über 100 m Brust belegen konnte. Nach den Sommerspielen schwamm er einen Weltrekord über 50 m Brust auf der Kurzbahn im Oktober 2008.
2009 erschwamm er sich seine ersten internationalen Medaillen bei den Europameisterschaften in Reykjavík, Island, und den Kurzbahnweltmeisterschaften in Rio de Janeiro, Brasilien. Bei beiden Wettkämpfen sicherte sich Onea den 3. Platz über 100 m Brust. Bei den Europameisterschaften 2011 in Berlin belegte er den 3. Platz, ebenfalls über seine Paradedisziplin 100 m Brust.
Im August 2012 gelang es Onea, bei den Staatsmeisterschaften der Nichtbehinderten des Österreichischen Schwimmverbandes das B-Finale über 200 m Brust zu gewinnen. Bei den Paralympic Games 2012 in London konnte er trotz persönlicher Bestzeiten keine Medaille gewinnen. In seiner Paradedisziplin 100 m Brust erreichte er den 4. Platz, nur 26 Hundertstel trennten ihn von Bronze. Ein Jahr später, im August 2013, erreichte Onea bei den IPC-Weltmeisterschaften in Montreal den 2. Platz über 100 m Brust.

## Sportliche Erfolge

### Paralympische Spiele
Sommer-Paralympics 2008 in Peking
- 6. Platz über 100 m Brust (SB8)

Sommer-Paralympics 2012 in London
- 4. Platz über 100 m Brust (SB8)

### Weltmeisterschaften
Kurzbahnweltmeisterschaften 2009 in Rio de Janeiro
- 3. Platz über 100 m Brust (SB8)
- 5. Platz über 100 m Lagen (SM8)
- 5. Platz über 200 m Lagen (SM8)

Weltmeisterschaften 2010 in Eindhoven
- 8. Platz über 100 m Brust (SB8)

Weltmeisterschaften 2013 in Montreal
- 2. Platz über 100 m Brust (SB8)

Weltmeisterschaften 2015 in Glasgow
- 3. Platz über 100 m Brust (SB8)

### Europameisterschaften
Europameisterschaften 2009 in Reykjavík
- 3. Platz über 100 m Brust (SB8)
- 5. Platz über 200 m Lagen (SM8)

Europameisterschaften 2011 in Berlin
- 3. Platz über 100 m Brust (SB8)

Europameisterschaften 2014 in Eindhoven
- 4. Platz über 100 m Brust (SB8)

Europameisterschaften 2016 in Funchal
- 2. Platz über 100 m Brust (SB8)
- 3. Platz über 200 m Lagen (SM8)

## Auszeichnungen

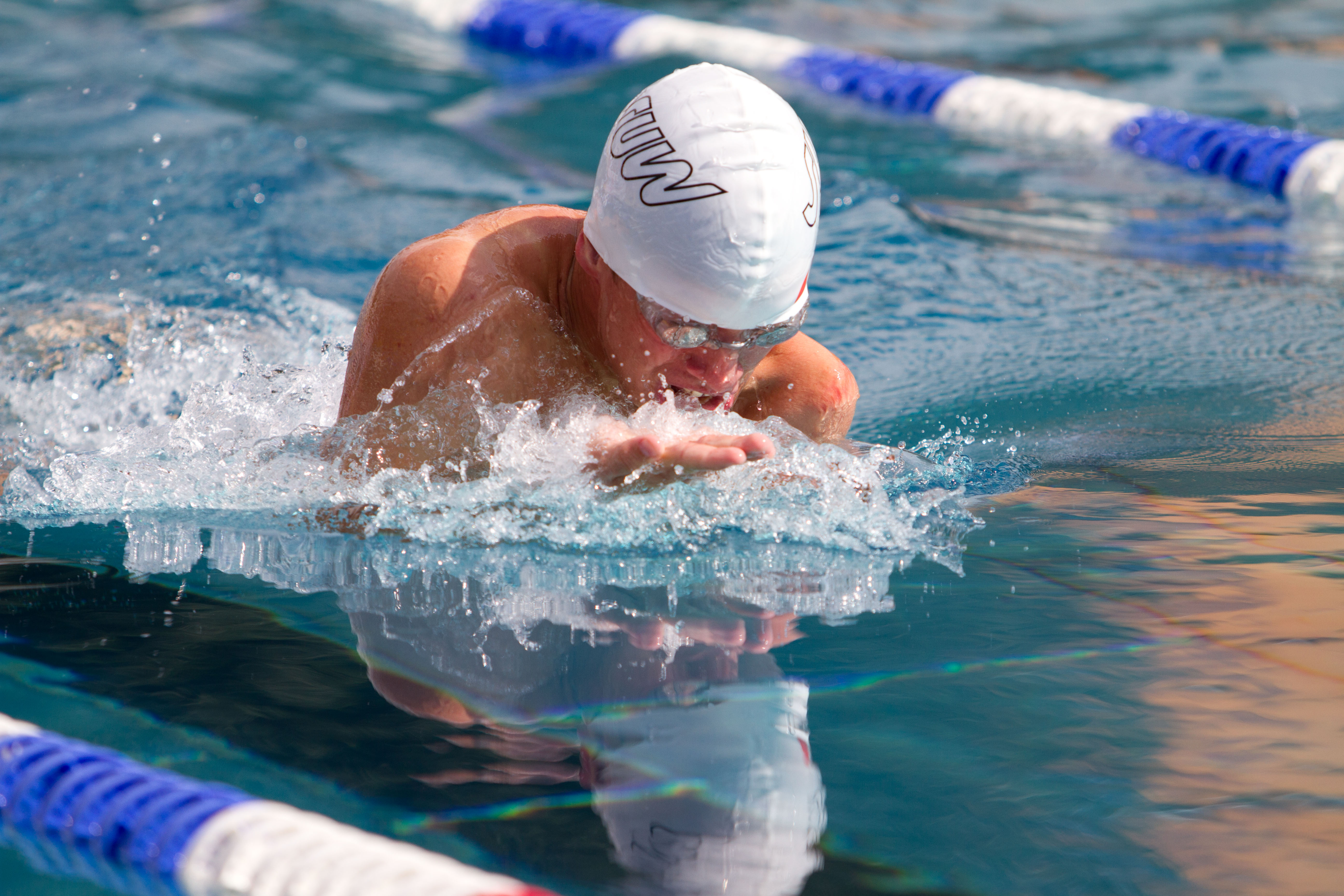
Andreas Onea bei den Staatsmeisterschaften in Innsbruck 2012

- 2008: ÖBSV-Nachwuchssportler des Jahres
- 2009: ÖBSV-Nachwuchssportler des Jahres
- 2009: Goldenes Verdienstzeichen um die Republik Österreich
- 2010: Goldenes Sportehrenabzeichen des Landes NÖ
- 2013: Goldenes Sportehrenabzeichen der Stadtgemeinde Deutsch-Wagram